# قضاء حلبجة (السليمانية)
قضاء حلبجة هو إحدى المناطق ذات الأهمية التاريخية والجغرافية والثقافية في شمال شرق العراق. يعد هذا القضاء جزءًا من محافظة حلبجة الحديثة، التي تم استحداثها رسميًا في عام 2025 لتكون المحافظة التاسعة عشرة في العراق.

## الموقع الجغرافي
تقع حلبجة في شمال شرق العراق، بالقرب من الحدود الإيرانية، وتتميز بموقعها بين جبال هورامان وسهول شهرزور، مما يجعلها منطقة ذات مناخ معتدل ومناسب للزراعة. تعتبر المدينة نقطة استراتيجية للتبادل التجاري بين العراق وإيران، حيث تضم منافذ حدودية مهمة مثل شوشمي-تويلة وبشته.

## التاريخ والتطور الإداري
تأسست حلبجة في العصور القديمة، ويعود تاريخها إلى حوالي 1650 قبل الميلاد. في العهد العثماني، أصبحت قضاءً في عام 1889. في عام 2013، قررت حكومة كردستان العراق تحويل حلبجة إلى محافظة، وفي 14 أبريل 2025، أقر مجلس النواب العراقي قانون استحداث محافظة حلبجة لتصبح المحافظة التاسعة عشرة في العراق.

## التقسيم الإداري
تتألف محافظة حلبجة من القضاء ذاته وأربع نواحي هي: خورمال، بياره، بمو، وسيروان. يبلغ عدد سكان المحافظة حوالي 145,000 نسمة، وتعد الأقل كثافة سكانية بين محافظات العراق.

## الاقتصاد والزراعة
يعتمد اقتصاد قضاء حلبجة بشكل رئيسي على الزراعة، حيث تشتهر بزراعة الفواكه والخضروات، بالإضافة إلى تربية المواشي. تساهم هذه الأنشطة في توفير فرص العمل وتعزيز الاقتصاد المحلي.

## الثقافة والتعليم
تعتبر حلبجة مركزًا ثقافيًا مهمًا في إقليم كردستان، حيث تضم العديد من المدارس والمراكز الثقافية التي تعزز الهوية الكردية. بعد استحداث المحافظة، من المتوقع أن تشهد المنطقة تطورًا في البنية التحتية التعليمية والثقافية.

## التحديات والآفاق المستقبلية
رغم التطورات الإيجابية، تواجه محافظة حلبجة تحديات في مجالات البنية التحتية، الخدمات الصحية، والتعليم. تسعى الحكومة المحلية بالتعاون مع المنظمات الدولية إلى تحسين هذه القطاعات لضمان تنمية مستدامة.